# 3人だけの後楽園 VERY LAST DAY
『3人だけの後楽園 VERY LAST DAY』（3にんだけのこうらくえん ベリー・ラスト・デイ）は、1981年11月7日の活動停止から1年後の1982年11月7日にリリースされたアリスの7枚目のライブ・アルバム。

## 解説
ファイナルツアー終了後、1981年11月7日・後楽園球場にて3人だけの演奏で行った追加公演のラスト・アコースティック・ライブを収録した2枚組のアルバム。

### CD化の変遷
1994年にCD化されている。CDではDISC 1にはSIDE 1とSIDE 2、DISC 2にはSIDE 3とSIDE 4が収録された。
2001年6月27日に『ALICE ALIVES!』のタイトルで『アリス3606日 FINAL LIVE at KORAKUEN』とのセットでCD4枚組で再発された。
2009年12月23日に『アリス･ラスト･コンサート完全盤 (コンプリート)～アリス3606日 / 3人だけの後楽園～』のタイトルで、『アリス3606日 FINAL LIVE at KORAKUEN』とのセットで、SHM-CD仕様・5枚組の初回限定生産盤で発売された。

## 収録曲
全編曲:アリス

### SIDE 1
1. 愛の光(2分50秒)
  - 作詞・作曲:谷村新司
2. 散りゆく花(2分41秒)
  - 作詞:堀内孝雄／作曲:堀内孝雄
3. 知らない街で(2分46秒)
  - 作詞・作曲:谷村新司
4. あなたのために(3分20秒)
  - 作詞・作曲:谷村新司
5. 誰もいない(3分49秒)
  - 作詞・作曲:谷村新司
6. 走馬燈(3分30秒)
  - 作詞:谷村新司／作曲:堀内孝雄

### SIDE 2
1. 紫陽花(3分25秒)
  - 作詞:谷村新司／作曲:堀内孝雄
2. 面影(3分27秒)
  - 作詞・作曲:谷村新司
3. 青春時代(2分53秒)
  - 作詞:なかにし礼／作曲:都倉俊一
4. 街路樹は知っていた(3分50秒)
  - 作詞:谷村新司／作曲:堀内孝雄

### SIDE 3
1. 黒い瞳の少女(2分14秒)
  - 作詞:谷村新司／作曲:堀内孝雄
2. 羊飼いの詩(4分25秒)
  - 作詞:谷村新司／作曲:堀内孝雄
3. 走っておいで恋人よ(4分14秒)
  - 作詞・作曲:谷村新司
4. 帰り道(3分11秒)
  - 作詞:谷村新司／作曲:堀内孝雄
5. あなたがいるだけで(4分09秒)
  - 作詞・作曲:矢沢透

### SIDE 4
1. 砂の道(4分53秒)
  - 作詞・作曲:谷村新司
2. 帰らざる日々(4分54秒)
  - 作詞・作曲:谷村新司
3. 遠くで汽笛を聞きながら(4分16秒)
  - 作詞:谷村新司／作曲:堀内孝雄
4. 明日への讃歌(4分36秒)
  - 作詞・作曲:谷村新司